# Louis Ponet
Pour les articles homonymes, voir Ponet.
Louis Antoine Pierre Portelette dit Louis Ponet, né à Épinay-sous-Sénart le 23 juillet 1776 et mort dans l'ancien 6e arrondissement de Paris le 27 avril 1843,, est un auteur dramatique, romancier et chansonnier français.

## Biographie
Louis Antoine Portelette naît le 23 juillet 1776 à Epinay-sous-Sénart et est baptisé le lendemain. Il est le fils de Pierre Portelet, boulanger, et de son épouse, Louise Garmand, cuisinière.
Il entre comme employé de la Trésorerie puis entre dans l'administration du Cirque-Olympique. Ses pièces ont été représentées entre autres au Théâtre de l'Ambigu-Comique et au Cirque-Olympique.

## Œuvres
Œuvre théâtrale
- 1801 : La Vaccine, folie-vaudeville, en un acte et en prose, avec Charles-François-Jean-Baptiste Moreau de Commagny
- 1801 : Les Flibustiers ou la Prise de Panama, mélodrame en deux actes
- 1803 : La Fausse Isaure, ou le Château des Alpes, drame en trois actes, en prose et à spectacle
- 1803 : Fanchon toute seule, ou Un moment d'humeur, vaudeville en un acte
- 1806 : Se fâchera-t-il ? ou le Pari imprudent, comédie en un acte, mêlée de vaudevilles
- 1806 : Statira, ou les Frères ambitieux, mélodrame en trois actes, en prose et à grand spectacle, musique de M. Fain, au théâtre de la Gaîté (8 mai)
- 1806 : M. Botte tout seul, ou le Savetier bel-esprit, vaudeville en un acte
- 1821 : Le Petit Georges, ou la Croix d'honneur, comédie en un acte, avec Ferdinand Laloue
- 1823 : Le Quartier du Temple, ou Mon ami Beausoleil, vaudeville en un acte, avec Benjamin Antier, au théâtre de l'Ambigu (13 août)
- 1823 : La Lettre anonyme, comédie en un acte et en prose, avec Charles Maurice et Henri Franconi
- 1823 : Le Pâtre, mélodrame en deux actes, avec Henri Franconi
- 1824 : Le Grenier du poète, vaudeville en un acte, avec Benjamin Antier, au théâtre de l'Ambigu (13 mai)
- 1824 : Les Hussards, ou le Maréchal des logis piémontais, mimodrame en deux actes
- 1825 : Le Vieillard, ou la Révélation, mélodrame en deux actes, avec Franconi Jeune et Alexandre L. au Cirque-Olympique (17 décembre)
- 1826 : La Liquidation, comédie-vaudeville en un acte et en prose, avec Benjamin Antier
- 1828 : Le Drapeau, mélodrame militaire en deux actes, avec Anicet Bourgeois et Adolphe Franconi

Œuvre romanesque
- L'Hermite de vingt ans : Anecdote du XVIIIe siècle, avec romances, Paris, Le Marchand, 1801
- Adolphe et Jenny, fait historique, Paris, Le Marchand, 1802
- Aménaïde, ou les Martyrs de la foi, roman historique, Paris, Le Marchand, 1802
- Fanchon, ou la Vielleuse du boulevard du Temple, Paris, Renard, 1803
- Jules et Améline, ou l'Orphelin de Venise, Paris, Lerouge, 1804
- Le Jeune Major, ou la Prise de Berg-op-Zoom, Paris, Bigoreau, 1812
- Les Femmes parisiennes, ou le Furet de société, Paris, Bigoreau, 1814